# Märta Stenevi
Märta Stenevi (ur. 30 marca 1976 w Lund) – szwedzka polityczka, działaczka partyjna i samorządowa, od 2021 do 2024 współprzewodnicząca Partii Zielonych, w 2021 minister.

## Życiorys
W latach 1995–1998 studiowała na Uniwersytecie w Lund, a od 2003 do 2005 kształciła się w zakresie marketingu w IHM Business School. W 2012 zaangażowała się w działalność polityczną w ramach Partii Zielonych. Była radną regionu Skania (2014–2016) oraz radną miejską w Malmö (2016–2018). W 2019 powołana na sekretarza partii. W styczniu 2021 została nową współprzewodniczącą (rzeczniczką) swojego ugrupowania, zastępując na tej funkcji Isabellę Lövin. Sprawowała ją do kwietnia 2024.
W lutym 2021 dołączyła do rządu Stefana Löfvena jako minister równości płci i mieszkalnictwa. Pozostała na tej funkcji również w utworzonym w lipcu 2021 trzecim gabinecie tegoż premiera, kończąc urzędowanie w listopadzie tegoż roku.
W wyborach w 2022 uzyskała mandat posłanki do Riksdagu.